# 博尔贝克
博尔贝克（法語：Bolbec，法語發音：[bɔlbɛk]），法国西北部城市，诺曼底大区滨海塞纳省的一个市镇，隶属于勒阿弗尔区，其市镇面积为12.24平方公里，2022年1月1日时人口数量为11,618人，在法国城市中排名第856位。
博尔贝克位于滨海塞纳省西部，科地区腹地，近代因纺织业而兴盛，现代是一个区域性的中心城市，多条公路在此交汇。

## 地名来源
“Bolbec”一名的来源尚有待考证，其中“-bec”这一后缀可能意为“河流”。

## 历史

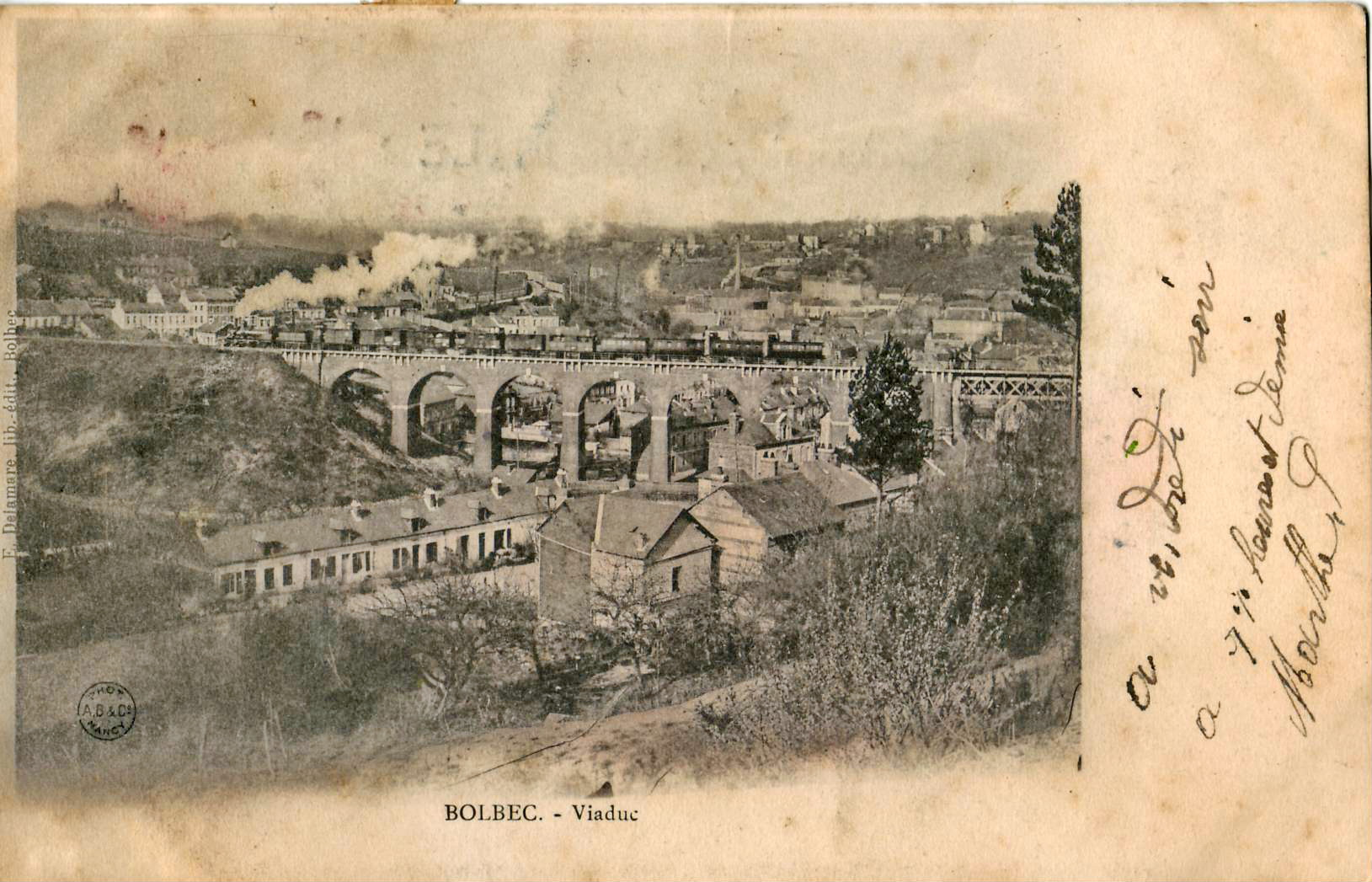
20世纪初的博尔贝克铁路高架桥

博尔贝克的早期历史尚不清楚。根据当地官方网站的论述，博尔贝克附近曾发现古典时期的人类活动遗迹。奥贝尔恩（Osbern de Bolbec）是当地首位有记载的领主。中世纪末期，博尔贝克境内出现了多处水力磨坊，并由此出现了纺织作坊。随着纺织业的发展，博尔贝克城市开始扩张。至18世纪末，博尔贝克境内已有18家纺织作坊，该地一度被称为“黄金河谷”（Vallée d’Or）。法国大革命后，博尔贝克成为下塞纳省（1955年更名为“滨海塞纳省”）的一个市镇。普法战争期间，博尔贝克一度被普鲁士军队占领。1881年11月18日，博尔贝克一处纺织厂发生特大火灾，事后当地156名纺织工人失业。1882年，途径博尔贝克的布雷欧泰-伯兹维尔—格拉旺雄-热罗姆港铁路建成通车。20世纪后，博尔贝克纺织业日趋萎缩，当地最后一处纺织工厂于1956年关闭。博尔贝克城站于1969年停止服务。

## 地理

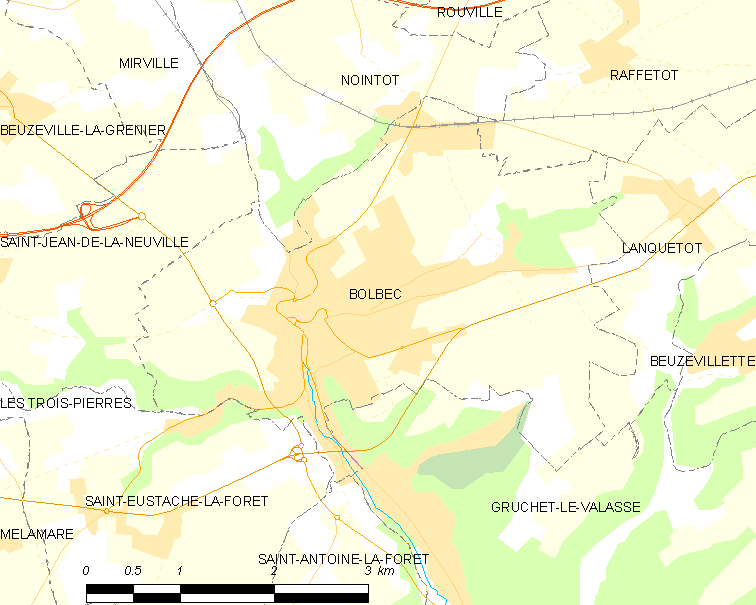
博尔贝克市镇范围地图

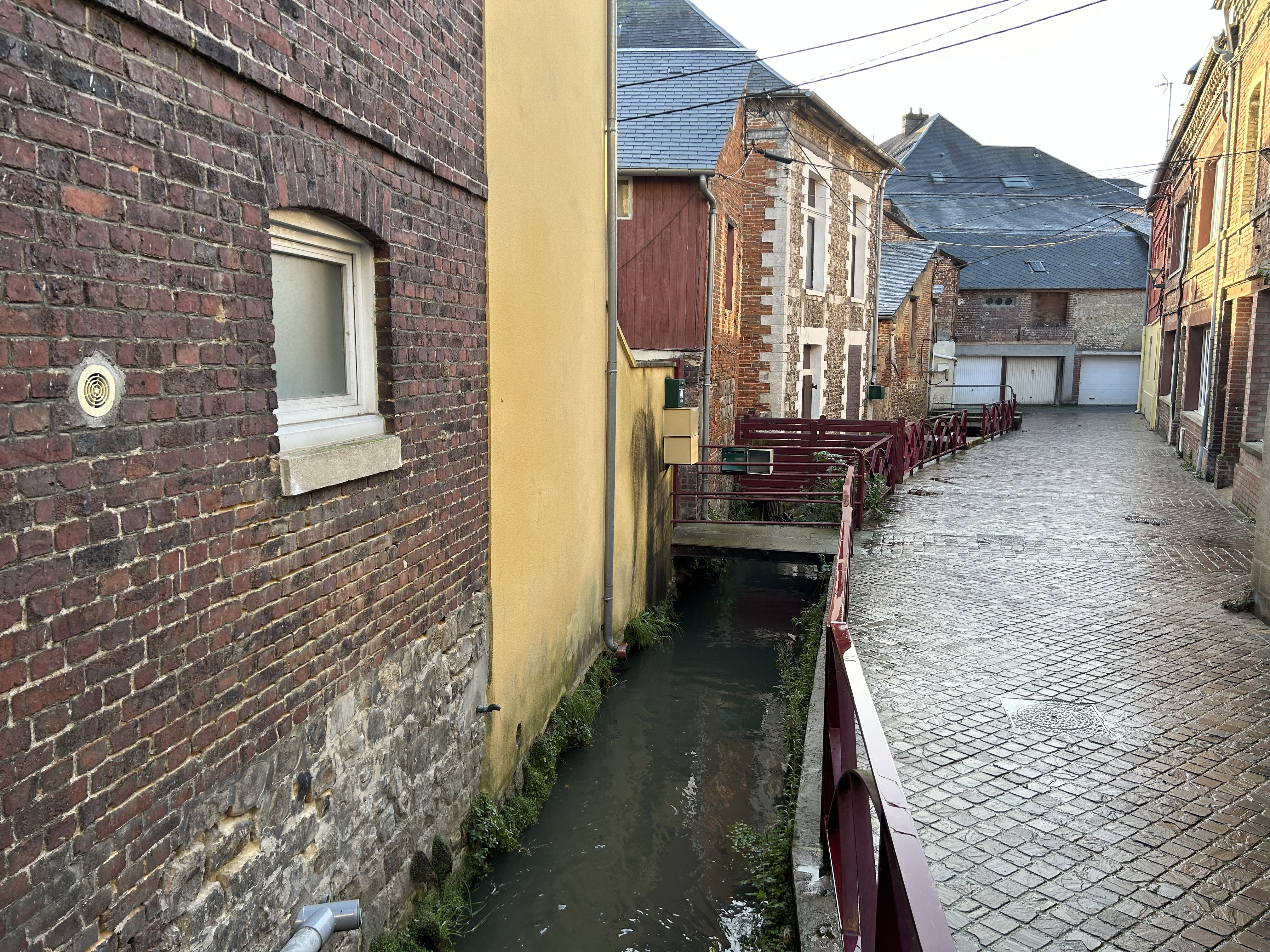
科梅尔斯河博尔贝克市区段

博尔贝克位于法国西北部，诺曼底大区北部和滨海塞纳省西部，距离省会鲁昂大约58公里。与博尔贝克接壤的市镇包括：朗克托、努万托、拉夫托、圣让德拉讷维尔、圣厄斯塔什拉福雷、圣安托万拉福雷和格吕谢-勒瓦拉斯。

### 地形
博尔贝克位于科地区腹地，境内以平原和浅丘为主，市镇中心位于一处地势较为平坦的狭窄河谷内，其外缘部分区域起伏明显，全境海拔在29到142米之间。

### 水文
科梅尔斯河的源头发源于博尔贝克境内，并自北向南流出市境，该河的上游河段被称为博尔贝克河（Rivière de Bolbec），其博尔贝克市区段水流较小，人工改造痕迹明显，部分河段被人工建筑物覆盖。

### 植被
博尔贝克属于温带阔叶混交林区，镇中心的弗朗索瓦·密特朗广场（Square François Mitterrand）是当地主要的城市绿地，林地则广泛分布于河流附近及坡地地带。
在鲜花城市的评比中，博尔贝克被评为3星级鲜花城市。

### 气候
博尔贝克在柯本气候分类法中属于温带海洋性气候（Cfb）。
距离博尔贝克最近的常年气象站位于戈代维尔境内，以下为该气象站的数据（其中日照数据取自勒阿弗尔）：
| 戈代维尔 1981年－2019年 | 戈代维尔 1981年－2019年 | 戈代维尔 1981年－2019年 | 戈代维尔 1981年－2019年 | 戈代维尔 1981年－2019年 | 戈代维尔 1981年－2019年 | 戈代维尔 1981年－2019年 | 戈代维尔 1981年－2019年 | 戈代维尔 1981年－2019年 | 戈代维尔 1981年－2019年 | 戈代维尔 1981年－2019年 | 戈代维尔 1981年－2019年 | 戈代维尔 1981年－2019年 | 戈代维尔 1981年－2019年 |
| 月份                    | 1月                     | 2月                     | 3月                     | 4月                     | 5月                     | 6月                     | 7月                     | 8月                     | 9月                     | 10月                    | 11月                    | 12月                    | 全年                    |
| ----------------------- | ----------------------- | ----------------------- | ----------------------- | ----------------------- | ----------------------- | ----------------------- | ----------------------- | ----------------------- | ----------------------- | ----------------------- | ----------------------- | ----------------------- | ----------------------- |
| 历史最高温 °C（°F）     | 15.1 (59.2)             | 22.6 (72.7)             | 22.1 (71.8)             | 27 (81)                 | 30.3 (86.5)             | 35 (95)                 | 35.8 (96.4)             | 37.6 (99.7)             | 33.8 (92.8)             | 26.2 (79.2)             | 19.5 (67.1)             | 18 (64)                 | 37.6 (99.7)             |
| 平均高温 °C（°F）       | 7.1 (44.8)              | 7.8 (46.0)              | 10.9 (51.6)             | 13.6 (56.5)             | 17.3 (63.1)             | 20.1 (68.2)             | 22.5 (72.5)             | 22.4 (72.3)             | 19.4 (66.9)             | 15.4 (59.7)             | 10.8 (51.4)             | 7.5 (45.5)              | 14.6 (58.3)             |
| 日均气温 °C（°F）       | 4.4 (39.9)              | 4.7 (40.5)              | 7.2 (45.0)              | 9.1 (48.4)              | 12.7 (54.9)             | 15.4 (59.7)             | 17.6 (63.7)             | 17.6 (63.7)             | 14.9 (58.8)             | 11.7 (53.1)             | 7.7 (45.9)              | 4.9 (40.8)              | 10.7 (51.3)             |
| 平均低温 °C（°F）       | 1.8 (35.2)              | 1.5 (34.7)              | 3.4 (38.1)              | 4.7 (40.5)              | 8.1 (46.6)              | 10.8 (51.4)             | 12.7 (54.9)             | 12.8 (55.0)             | 10.4 (50.7)             | 8 (46)                  | 4.7 (40.5)              | 2.3 (36.1)              | 6.8 (44.2)              |
| 历史最低温 °C（°F）     | −17 (1)                 | −15 (5)                 | −8.8 (16.2)             | −3.5 (25.7)             | −1.6 (29.1)             | 1.5 (34.7)              | 2.5 (36.5)              | 4.6 (40.3)              | 3.3 (37.9)              | −3 (27)                 | −6 (21)                 | −13.1 (8.4)             | −17 (1)                 |
| 平均降水量 mm（）       | 107.9 (4.25)            | 79.1 (3.11)             | 81.8 (3.22)             | 69.2 (2.72)             | 73.9 (2.91)             | 74.4 (2.93)             | 66.1 (2.60)             | 77.4 (3.05)             | 92.6 (3.65)             | 130.1 (5.12)            | 127.3 (5.01)            | 129.9 (5.11)            | 1,109.7 (43.69)         |
| 月均日照時數            | 59                      | 74                      | 117                     | 158                     | 183                     | 202                     | 199                     | 192                     | 156                     | 108                     | 60                      | 49                      | 1,557                   |
| 来源：infoclimat.fr     |                         |                         |                         |                         |                         |                         |                         |                         |                         |                         |                         |                         |                         |

## 行政区划
博尔贝克的市镇编号为76114，邮政编号为76210。
在行政管理方面，博尔贝克隶属于法国诺曼底大区滨海塞纳省勒阿弗尔区；在地方选举方面，博尔贝克是博尔贝克县的中央投票站所在地，其市镇范围全境被划入滨海塞纳省第九选区；在社会管理方面，博尔贝克是科塞纳城市圈市镇公共社区的组成部分。
截至2024年1月，博尔贝克市镇范围内暂无任何城市敏感街区及城市政策优先街区。
法国国家统计与经济研究所（简称）在进行数据统计时，将博尔贝克及相邻的另外4个市镇设为博尔贝克城市核心区，另将包括博尔贝克在内的共3个市镇划为博尔贝克城市区。自2020年起，原博尔贝克城市区被整体划入包含116个市镇的勒阿弗尔城市辐射区。此外，还将博尔贝克市镇分为了4个“块区”（IRIS），以便于统计人口分布情况。

## 交通

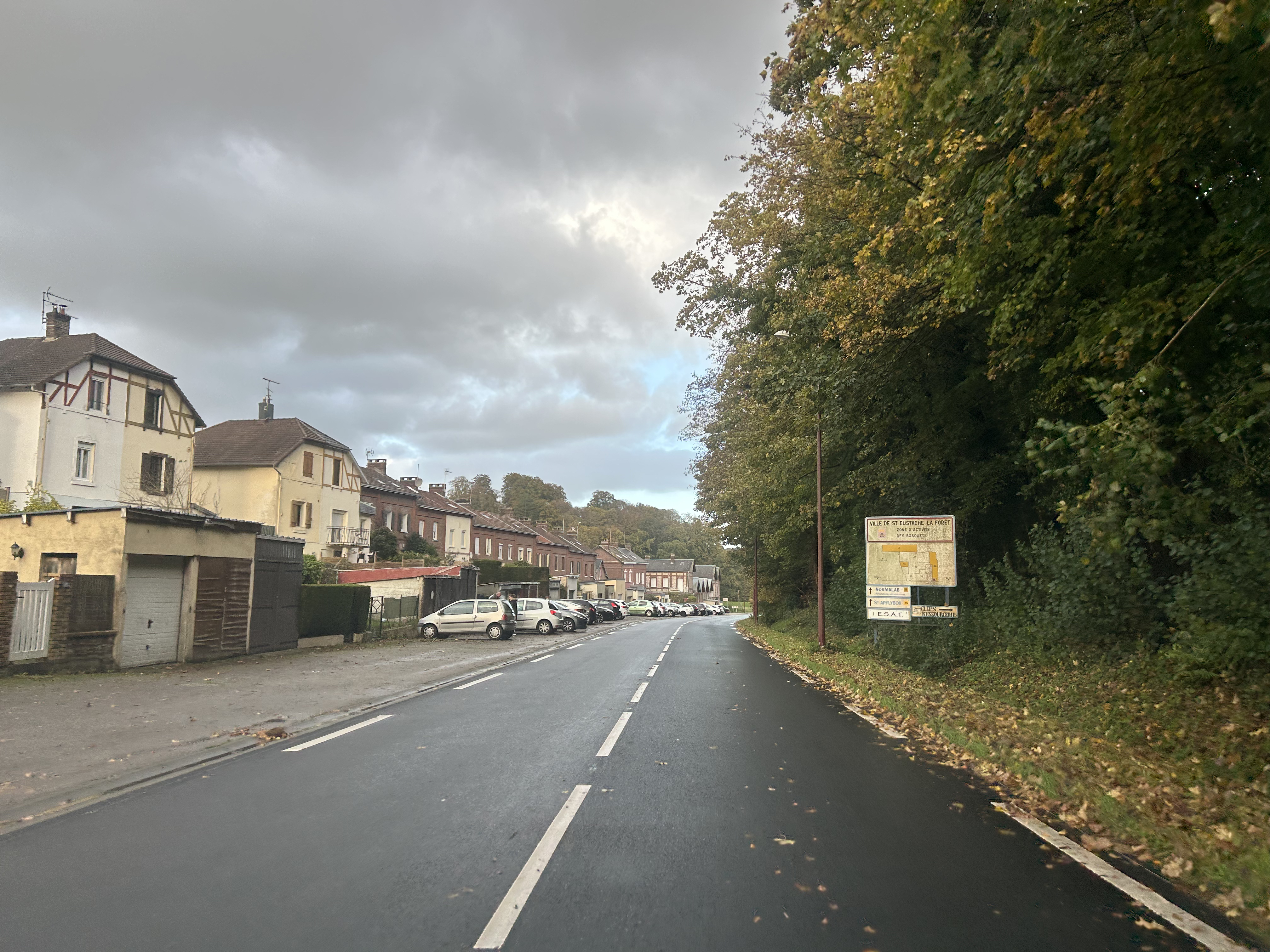
省道D910线

### 公路
滨海塞纳省省道D30线、D73线、D109线、D149线、D173线、D487线、D910线和D6015线在博尔贝克境内交汇。诺曼底大区下属的滨海塞纳省的城际客运L506线、L507线和L528线经停博尔贝克，可通往勒阿弗尔、费康、努万托、里沃昂塞纳等地。
2020年，64.6%的博尔贝克家庭拥有至少一辆私人汽车。2021年，博尔贝克境内共发生各类交通事故2起，造成2人受伤，其中1人重伤。
| 7 | 3.8 |

| 鲁昂 | 66 |

| 伊沃托 | 22 |

| 勒阿弗尔 | 34 |

| 阿夫勒尔 | 26 |

| 费康 | 27 |

| 戈代维尔 | 13 |

### 铁路
距离博尔贝克最近的运营中的客运铁路车站为7公里外的布雷欧泰-伯兹维尔站上，该站停靠往返于鲁昂和勒阿弗尔一线的区域列车

### 航空
博尔贝克距离勒阿弗尔机场的公路里程大约37公里。

### 城市公共交通
博尔贝克所在的科塞纳城市圈市镇公共社区提供其管辖范围内的城市公共交通系统。截至2024年1月，该系统共包括十余条各类公交线路，其中1路、2路、3路、4路和集市专线经过博尔贝克。

## 政治

### 市政内阁
博尔贝克的现任市长为克里斯托夫·多雷先生（Christophe DORÉ），他是一名无党派人士，在2020年的市政选举中获得了50.58%的支持率。
| 博尔贝克历届市长 | 博尔贝克历届市长                | 博尔贝克历届市长  |
| 任期             | 市长                            | 党派              |
| ---------------- | ------------------------------- | ----------------- |
| 1945年－1952年   | Paul MARTIN 保罗·马丁           | 不详              |
| 1952年－1965年   | Bernard SEYER 贝尔纳·塞耶尔     | CD法国民主中心    |
| 1965年－1971年   | Roger SAHUT 罗歇·萨于           | 不详              |
| 1971年－1977年   | Bernard GANCEL 贝尔纳·冈塞尔    | 無黨籍            |
| 1977年－1988年   | Paul BELHACHE 保罗·贝拉什       | PCF法国共产党     |
| 1988年－1995年   | Michel HAVARD 米歇尔·阿瓦尔     | PCF法国共产党     |
| 1995年－2001年   | Pierre ROUSSEL 皮埃尔·鲁塞尔    | DVD右翼无党派人士 |
| 2001年－2008年   | Michel HAVARD 米歇尔·阿瓦尔     | PCF法国共产党     |
| 2008年－2020年   | Dominique MÉTOT 多米尼克·梅托   | DVG左翼无党派人士 |
| 2020年－         | Christophe DORÉ 克里斯托夫·多雷 | 無黨籍            |

### 各级选举
| 博尔贝克历届投票选举结果 | 博尔贝克历届投票选举结果 | 博尔贝克历届投票选举结果 | 博尔贝克历届投票选举结果 | 博尔贝克历届投票选举结果        | 博尔贝克历届投票选举结果 | 博尔贝克历届投票选举结果 | 博尔贝克历届投票选举结果        | 博尔贝克历届投票选举结果 | 博尔贝克历届投票选举结果 |
| 选举项目                 | 选举范围                 | 选区单位                 | 选区单位内的选举结果     | 选区单位内的选举结果            | 选区单位内的选举结果     | 选区单位内的选举结果     | 选区单位内的选举结果            | 选区单位内的选举结果     | 参考资料                 |
| 选举项目                 | 选举范围                 | 选区单位                 | 第一轮胜出者             | 第一轮胜出者                    | 支持率                   | 第二轮胜出者             | 第二轮胜出者                    | 支持率                   | 参考资料                 |
| ------------------------ | ------------------------ | ------------------------ | ------------------------ | ------------------------------- | ------------------------ | ------------------------ | ------------------------------- | ------------------------ | ------------------------ |
| 2017年法國總統選舉       | 法國                     | 市镇                     |                          | 玛丽娜·勒庞                     | 32.06%                   |                          | 玛丽娜·勒庞                     | 53.6%                    | [ 25 ]                   |
| 2017年法国立法选举       | 滨海塞纳省第九选区       | 市镇                     |                          | 斯蒂芬妮·克巴尔                 | 22.66%                   |                          | 斯蒂芬妮·克巴尔                 | 56.07%                   | [ 25 ]                   |
| 2019年欧洲议会选举       | 法國                     | 市镇                     |                          | 若尔丹·巴尔代拉                 | 38.93%                   | （不适用）               | （不适用）                      | （不适用）               | [ 27 ]                   |
| 2021年法国省级选举       | 滨海塞纳省               | 县                       |                          | 多米尼克·梅托 米里埃勒·勒塞尔夫 | 42.83%                   |                          | 多米尼克·梅托 米里埃勒·勒塞尔夫 | 70.62%                   | [ 28 ]                   |
| 2021年法国省级选举       | 滨海塞纳省               | 市镇                     |                          | 多米尼克·梅托 米里埃勒·勒塞尔夫 | 53.63%                   |                          | 多米尼克·梅托 米里埃勒·勒塞尔夫 | 71.74%                   | [ 28 ]                   |
| 2021年法国大区选举       |                          | 市镇                     |                          | 埃尔韦·莫兰                     | 29.64%                   |                          | 埃尔韦·莫兰                     | 38.25%                   | [ 29 ]                   |
| 2022年法国总统选举       | 法國                     | 市镇                     |                          | 玛丽娜·勒庞                     | 40.14%                   |                          | 玛丽娜·勒庞                     | 62.7%                    | [ 25 ]                   |
| 2022年法国立法选举       | 滨海塞纳省第九选区       | 市镇                     |                          | 尼古拉·古里                     | 37.8%                    |                          | 尼古拉·古里                     | 59.84%                   | [ 25 ]                   |

## 人口
2020年，博尔贝克市镇人口数量为11,551，在法国排名第856位。其中男性5,594人，女性5,957人，75岁及以上人口占8.8%，外籍人口数量为184人，人口密度为944人/平方公里，当地居民被称为（男性）或（女性）。2022年，博尔贝克境内出生144人，死亡人口171人。
| 博尔贝克1901年－2021年人口变化情况 |
|                                    |
| 数据来源：Cassini、INSEE           |

## 经济
博尔贝克是一个区域性的中心城市。截至2024年1月，博尔贝克市镇范围内共有各类用人单位（包含自雇）964家，平均历史为15年，其中99.2%为中小型企业（PME），2023年11月至2024年1月间，当地的经济活力指数为0.41%。（化工）、（物流）及（销售）是当地2021年营业额最高的三个企业，分别为288,625,638欧元、24,483,521欧元和14,867,310欧元。

## 财政与居民收入
2021年，博尔贝克的财政收入总额为16,626,000欧元，财政支出总额为14,485,700欧元，当年的债务总额为8,771,630欧元。2021年，博尔贝克市镇通过增值税获得449,190欧元的收入，此外当地还共获得了800,280欧元的国家直接财政补助。
| 博尔贝克居民收入情况                             | 博尔贝克居民收入情况 | 博尔贝克居民收入情况  | 博尔贝克居民收入情况 |
| 内容                                             | 博尔贝克             | 法国                  | 统计年份             |
| ------------------------------------------------ | -------------------- | --------------------- | -------------------- |
| 征税家庭总数                                     | 5,017                | 1,081（法国市镇平均） | 2022年               |
| 居民平均月收入                                   | 2,048欧元            | 2,435欧元             | 2022年               |
| 高级职员人均月收入                               | 3,520欧元            | 4,331欧元             | 2021年               |
| 中级职员人均月收入                               | 2,445欧元            | 2,470欧元             | 2021年               |
| 普通职员人均月收入                               | 1,671欧元            | 1,801欧元             | 2021年               |
| 贫困率                                           | 23%                  | 14.5%                 | 2020年               |
| 青壮年（15至64岁）失业率                         | 22.3%                | 7.4%                  | 2020年               |
| 征税家庭数量占比                                 | 28.8%                | 45.5%                 | 2020年               |
| 家庭年均纳税                                     | 1,949欧元            | 4,393欧元             | 2022年               |
| 资料来源：INSEE、L'Internaute、Le Journal du Net |                      |                       |                      |

## 社会事务

### 教育
博尔贝克属于诺曼底学区。截至2021年1月1日，博尔贝克境内共有6所幼儿园、6所小学、2所初级中学、1所普通高中和1所职业高中。2021至2022学年度，博尔贝克境内共有在校中等教育阶段学生2,000名。

### 医疗
截至2021年1月1日，博尔贝克境内共有全科医生5名、保健师9名、牙医3名、护士25名、眼科医生2名、助产士2名。境内共有药房3家、养老院4家、残疾人帮扶中心4家。
距离博尔贝克最近的区域性医疗机构为科塞纳河谷市际中心医院（Centre hospitalier intercommunal Caux Vallée de Seine），其主病区位于利勒博讷，距离博尔贝克市区的正常车程大约17分钟，该院设有床位522个。

### 住房
2020年，博尔贝克境内共有各类住房5,917套，其中57.9%为独立式居民区，42.0%为集中式居民区。常住房屋占博尔贝克市镇范围内居民建筑总量的86.1%。
在住房保障政策方面，2022年，博尔贝克境内共有1,825户家庭获得了住房经济补助，受益人数占总人口数量的17.0%，其中1,764份为房租补助。

### 商业
2021年，博尔贝克境内共有各类实体商铺173家，其中餐厅17家、大型超市4家、杂货店4家、面包房13家、肉铺3家、书店2家、银行门店8家、美容美发店19家、汽车维修店11家。博尔贝克镇中心建有一家U Express便民超市，市区北部则建有一家Intermarché大型超市。

### 体育
2021年，博尔贝克境内共有1家游泳池、6间体育馆、1座综合体育场、5处网球场、1处马术场、5处足球或橄榄球场以及2处篮球或排球场。
截至2024年1月，博尔贝克境内共有两家注册足球俱乐部。博尔贝克体育会（Union Sportive De Bolbec，编号563635）是当地的代表性足球队，成立于2012年，其主队2023至2024赛季参加诺曼底大区足球联赛乙组（法国第七级别），其主场为市政球场（Stade Municipal）。

### 环境
博尔贝克的环境事务由其所属的科塞纳城市圈市镇公共社区联合各级政府协调负责。2021年，博尔贝克境内共有4家污染企业。

### 治安
2021年，博尔贝克市镇范围内共有2处派出所和1处宪兵队。
博尔贝克-利勒博讷警区（zone police de Bolbec Lillebonne）的范围共包括6个市镇。2020年，该宪兵队累计记录各类案件1,302起，其中盗窃类案件628起，经济类案件145起，毒品交易类案件83起。

## 文化
2021年，博尔贝克境内共有1家电影院。博尔贝克境内建有科塞纳城市圈市际多媒体中心（Médiathèque Intercommunale Caux Seine agglo），每周二至六向公众开放。

### 建筑
博尔贝克境内有多处历史建筑，其中新教教堂、圣米歇尔教堂等为法国国家文物保护单位。

### 旅游
博尔贝克的旅游事务由其所属的科塞纳城市圈市镇公共社区联合各级政府协调负责。2023年，博尔贝克境内共有2家酒店共计51间房间。

### 媒体
法国主要的媒体均可在博尔贝克接收，法国电视三台下属的诺曼底大区频道在部分时段播出博尔贝克所在滨海塞纳省的地方新闻。《巴黎-诺曼底报》、《科地区邮报》、蓝色法兰西鲁昂诺曼底广播等是当地主要的地方性媒体。

## 相关人物
法国将军弗朗索瓦·阿马布勒·吕凡、诗人雅克·普勒韦尔、女子羽毛球运动员克里丝泰尔·莫尔出生于博尔贝克。

## 友好城市
截至2024年1月，博尔贝克共与三座城市建立了友好城市关系：
- 德国 东卡珀尔恩
- 德国 巴特埃森
- 德国 博姆特